# Souleymane Konaté
Souleymane Konaté (sinh ngày 20 tháng 9 năm 1989) là một cầu thủ bóng đá người Mali thi đấu ở vị trí hậu vệ cho câu lạc bộ Malaysia PDRM FA. Anh từng thi đấu cho Stade Malien.

## Sự nghiệp quốc tế
Vào tháng 1 năm 2014, huấn luyện viên Djibril Dramé, triệu tập anh vào đội hình Mali tham dự Giải vô địch bóng đá châu Phi 2014. Anh giúp đội bóng vào đến tứ kết nơi họ thất bại trước Zimbabwe với tỉ số 2-1.